# Džudo na Mediteranskim igrama 2013.
Judo turnir na MI 2013. održavao se od 21. do 23. lipnja. Sportaši su se natjecati u 14 težinskih kategorija, po sedam u muškoj i sedam u ženskoj kategoriji.

## Osvajači odličja

### Muškarci
| Kategorija   | Zlato                      | Srebro                             | Bronca                        |
| 60 kg        | Yassine Moudatir Maroko    | Ahmet Sahin Kaba Turska            | Ziade Damien Libanon          |
| 60 kg        | Yassine Moudatir Maroko    | Ahmet Sahin Kaba Turska            | Fabio Basile Italija          |
| 66 kg        | Sugoi Uriarte Španjolska   | Andraž Jereb Slovenija             | Nikola Gušić Crna Gora        |
| 66 kg        | Sugoi Uriarte Španjolska   | Andraž Jereb Slovenija             | Houcem Khalfaoui Tunis        |
| 73 kg        | Hasan Vanlioglu Turska     | Ljubiša Kovačević Srbija           | Jonathan Allardon Francuska   |
| 73 kg        | Hasan Vanlioglu Turska     | Ljubiša Kovačević Srbija           | Enrico Parlati Italija        |
| 81 kg        | Srđan Mrvaljević Crna Gora | Aljaž Sedej Slovenija              | Massimo Carollo Italija       |
| 81 kg        | Srđan Mrvaljević Crna Gora | Aljaž Sedej Slovenija              | Tomislav Marijanović Hrvatska |
| 90 kg        | Aleksandar Kukolj Srbija   | Walter Facente Italija             | Axel Clerget Francuska        |
| 90 kg        | Aleksandar Kukolj Srbija   | Walter Facente Italija             | Abderahmane Benamadi Alžir    |
| 100 kg       | Ramadan Darwish Egipat     | Amel Mekić Bosna i Hercegovina     | Feyyaz Yazici Turska          |
| 100 kg       | Ramadan Darwish Egipat     | Amel Mekić Bosna i Hercegovina     | Vincenzo D'Arco Italija       |
| preko 100 kg | Matjaž Ceraj Slovenija     | Jean-Sébastien Bonvoisin Francuska | Bilal Zouani Alžir            |
| preko 100 kg | Matjaž Ceraj Slovenija     | Jean-Sébastien Bonvoisin Francuska | Faical Jaballah Tunis         |

### Žene
| Kategorija  | Zlato                           | Srebro                          | Bronca                           |
| 48 kg       | Ebru Sahin Turska               | Valentina Moscatt Italija       | Hela Ayari Tunis                 |
| 48 kg       | Ebru Sahin Turska               | Valentina Moscatt Italija       | Scarlett Gabrielli Francuska     |
| 52 kg       | Laura Gómez Španjolska          | Petra Nareks Slovenija          | Delphine Delsalle Francuska      |
| 52 kg       | Laura Gómez Španjolska          | Petra Nareks Slovenija          | Ayse Saadet Arca Turska          |
| 57 kg       | Vlora Bedeti Slovenija          | Martina Lo Giudice Italija      | Shirley Elliot Francuska         |
| 57 kg       | Vlora Bedeti Slovenija          | Martina Lo Giudice Italija      | Fatima Zahra Ait Ali Maroko      |
| 63 kg       | Marijana Mišković Hrvatska      | Nina Miloševič Slovenija        | Rizlen Kaida Zouak Maroko        |
| 63 kg       | Marijana Mišković Hrvatska      | Nina Miloševič Slovenija        | Bahar Büker Turska               |
| 70 kg       | Fanny Estelle Posvite Francuska | María Bernabéu Avomo Španjolska | Anka Pogačnik Slovenija          |
| 70 kg       | Fanny Estelle Posvite Francuska | María Bernabéu Avomo Španjolska | Asmaa Niang Maroko               |
| 78 kg       | Géraldine Mentouopou Francuska  | Assunta Galeone Italija         | Kaouther Ouallal Alžir           |
| 78 kg       | Géraldine Mentouopou Francuska  | Assunta Galeone Italija         | Vasiliki Lymperopoulou Grčka     |
| preko 78 kg | Lucija Polavder Slovenija       | Nihel Chikhrouhou Tunis         | Belkız Zehra Kaya Turska         |
| preko 78 kg | Lucija Polavder Slovenija       | Nihel Chikhrouhou Tunis         | Larisa Ceric Bosna i Hercegovina |